# Soilent Green (Amerikaanse band)
Soilent Green is een Amerikaanse heavy metalband die grindcore combineert met invloeden uit southern rock en sludgemetal. De naam verwijst naar een industrieel geproduceerd voedsel gemaakt van menselijk vlees uit de nieuwe aanpassing van Soylent Green.

## Bezetting
Oprichters
- Brian Patton (gitaar)
- Donovan Punch (gitaar)
- Tommy Buckley (drums)

Huidige bezetting
- Ben Falgoust (zang)
- Brian Patton (gitaar)
- Scott Crochet (basgitaar)
- Tommy Buckley (drums)

Voormalige leden
- Scott Williams († 2004) (basgitaar)
- Glenn Rambo († 2005) (zang)
- Tony White (gitaar)

## Geschiedenis
Na de ontbinding van de deathmetal band Nuclear Crucifixion richtten de gitaristen Donovan Punch en Brian Patton samen met drummer Tommy Buckley in New Orleans Soilent Green op. De eerste bezetting werd aangevuld met zanger Glenn Rambo en bassist Marcel Trenchard en Soilent Green brachten twee demo's uit. Door het werk van gitarist Brian Patton bij EyeHateGod en verschillende bezettingswisselingen duurde het tot 1993 voordat de band een stabiele bezetting samenstelde. Met bassist Scott Williams en zanger Louis Benjamin Falgoust II of kortweg Ben Falgoust nam de band in 1994 hun debuutalbum Pussysoul op, dat in 1995 werd uitgebracht door Dwell Records. Dit werd gevolgd door een Amerikaanse tournee met Extreme Noise Terror, voordat de band in 1996 een pauze moest nemen vanwege de verplichtingen van Patton bij EyeHateGod. Het jaar 1997 begon met een tournee door Texas in het voorprogramma van Pantera en Clutch. Verdere optredens volgden met Anthrax, Anal Cunt en Coal Chamber. Na ondertekening van een platencontract bij Relapse Records kwam in februari 1998 de ep A String of Lies uit en even later het tweede album Sewn Mouth Secrets. Eind jaren 1990 richtte zanger Ben Falgoust het Goatwhore-project op, op wiens album uit 1998 gitarist Donovan Punch te horen is. Punch verliet Soilent Green en werd vervangen door Ben Stout om het volgende studioalbum op te nemen. Dit album A Deleted Symphony For the Beaten Down werd uitgebracht in 2001.
In december 2001 crashte de tourneebus van de band op een ijzige weg. Gitarist Brian Patton brak beide benen en bassist Scott Williams liep zulke zware schouderblessures op dat hij moest stoppen als muzikant. Om deze reden moesten de tourneedata gepland voor begin 2002 met Gwar en God Forbid worden geannuleerd. Nadat gitarist Patton was hersteld, nam Soilent Green deel aan bij de lopende Gwar-tournee en werd tourneebassist Jonny Modell ingehuurd. Bij een ander ongeluk met een tourneebus in april 2002 raakten zanger Falgoust en bassist Modell ernstig gewond en moest de band opnieuw pauzeren. Tijdens deze pauze werden een gesplitste ep met EyeHateGod, gelimiteerd tot 2.000 exemplaren en een heruitgave van het studioalbum uit 2001, gelimiteerd tot 1.000 exemplaren, uitgebracht als lp in een klaphoes, die tegenwoordig gewilde verzamelobjecten zijn geworden. In april 2003 werd de band opnieuw geactiveerd met de nieuwe tweede gitarist Tony White en bassist Scott Crochet en toerde in de zomer van 2003 met The Black Dahlia Murder. Op 26 april 2004 werd de voormalige bassist Scott Williams dood aangetroffen in zijn appartement in Gretna (Louisiana), volgens officiële informatie zou een vriend van Williams hem hebben neergeschoten en vervolgens zelfmoord hebben gepleegd. In 2004 en 2005 volgden verdere tournees met Behemoth en Suffocation. Tommy Buckley sloot zich ook aan bij Crowbar in 2005 en Soilent Green nam in juni het vierde studioalbum Confrontation op, dat iets later werd uitgebracht. Ex-zanger Glenn Rambo was in augustus 2005 een van de slachtoffers van de orkaan Katrina.
Het jaar 2006 werd gekenmerkt door uitgebreide tournees met o.a. Hypocrisy en Nile. Na het wisselen van het platenlabel naar Metal Blade Records, nam Soilent Green het vijfde studioalbum Inevitable Collapse in the Presence of Conviction op met producent Erik Rutan (gitarist van Morbid Angel). Na het uitbrengen in april 2008 volgden live optredens met Hate Eternal en Testament en een tournee met Dethklok. Begin 2009 nam Soilent Green het themalied op voor het vierde seizoen van de zwemserie Squidbillies voor volwassenen, die in mei 2009 op televisie werd vertoond. Nadat het stil was rondom de band, kondigde zanger Falgoust in het voorjaar van 2010 aan dat Soilent Green in het najaar van 2010 aan een nieuw album wil gaan werken. Hoewel drummer Tommy Buckley de aankondiging van een nieuw studioalbum in mei 2011 hernieuwde en verzekerde dat Soilent Green in 2012 naar de opnamestudio zou gaan, is er tot nu toe geen publicatie te verwachten. In de zomer van 2013 moest drummer Buckley een prostatectomie ondergaan.

## Stijl
De albums die Soilent Green tijdens de jaren 1990 en begin jaren 2000 uitbracht, zouden de weg wijzen naar het genre grindcore. In een artikel van het muziektijdschrift Rolling Stone was Soilent Green eind jaren 1990 een van de tien belangrijkste hard- en heavy-bands van het uur. De muzikale stijl van de band kenmerkt zich als een mix van grindcore met sludge en blueszware southern rock. Rock Hard zag de band aanvankelijk als een kruising van EyeHateGod, Crowbar en Anal Cunt met af en toe ontleningen in deathmetal, maar ziet de grindcore op de voorgrond voor het volgende album, dat de band met invloeden van sludge en technical deathmetal verbindt en bedacht de term sludgegrind met het album van 2008 voor de muziek van Soilent Green. Michael Edele van laut.de omschrijft de stijl van de band als een tegenstrijdige mix van hardcore punk, sludge, grindcore en southern rock.

## Discografie
- 1995: Pussysoul
- 1998: A String of Lies (ep)
- 1998: Sewn Mouth Secrets
- 2001: A Deleted Symphony For the Beaten Down
- 2005: Confrontation
- 2008: Inevitable Collapse in the Presence of Conviction